# Annamarie Thomasová
Annamarie Thomasová (* 15. září 1971 Emmeloord, Flevoland) je bývalá nizozemská rychlobruslařka.
Na mistrovství světa juniorů debutovala v roce 1990 čtrnáctým místem. V následujících dvou sezónách startovala pouze na domácích závodech, do Světového poháru nastoupila na podzim 1992. Na Mistrovství Evropy 1994 byla čtvrtá, zúčastnila se také Zimních olympijských her 1994 (1000 m – 14. místo, 1500 m – 5. místo, 3000 m – 5. místo, 5000 m – 10. místo). V ročníku 1994/1995 získala svoje první mezinárodní medaile, stříbro z evropského šampionátu a bronz z Mistrovství světa ve víceboji. Další cenné kovy přidala v roce 1996, na evropském mistrovství obhájila stříbro, na premiérovém Mistrovství světa na jednotlivých tratích vybojovala na distancích 1000 a 1500 m zlaté medaile, kromě toho byla čtvrtá na vícebojařském světovém a pátá na sprinterském světovém šampionátu. Umístění v první desítce dosahovala v následujících letech ve druhé polovině 90. let, přidala však pouze bronz z Mistrovství Evropy 1999. Zúčastnila se zimních olympiád v letech 1998 (1000 m – 5. místo, 1500 m – 6. místo, 3000 m – 8. místo) a 2002 (1000 m – 15. místo, 1500 m – 11. místo). Po roce 2000 bylo jejím nejlepším mezinárodním výsledkem páté místo na Mistrovství Evropy 2003. Po sezóně 2005/2006 ukončila sportovní kariéru.